# Copa del Caribe de 1991
La Copa del Caribe 1991 fue la segunda edición de la Copa del Caribe, el principal torneo de fútbol del Caribe, en la zona de la Concacaf. La final tuvo lugar en el país de Jamaica.

## Equipos participantes
| - Jamaica - Trinidad y Tobago - República Dominicana - Haití - Puerto Rico - Martinica | - Guayana Francesa - Guadalupe - Cuba - San Cristóbal y Nieves - Islas Vírgenes Británicas - Islas Caimán | - Guyana - Surinam - Antillas Neerlandesas - Santa Lucía - Montserrat - Martinica |

## Primera fase

### Grupo 1
Jugado en San Juan, Puerto Rico
| Equipo               | Pts | PJ | G | E | P | GF | GC |
| -------------------- | --- | -- | - | - | - | -- | -- |
| República Dominicana | 3   | 2  | 1 | 1 | 0 | 4  | 2  |
| Haití                | 3   | 2  | 1 | 1 | 0 | 4  | 3  |
| Puerto Rico          | 0   | 2  | 0 | 0 | 2 | 3  | 6  |

| Haití                | 3 - 2 | Puerto Rico          |
| República Dominicana | 1 - 1 | Haití                |
| Puerto Rico          | 1 - 3 | República Dominicana |

### Grupo 2
Jugado en Martinica
| Equipo           | Pts | PJ | G | E | P | GF | GC |
| ---------------- | --- | -- | - | - | - | -- | -- |
| Martinica        | 2   | 2  | 1 | 0 | 1 | 4  | 3  |
| Guayana Francesa | 2   | 2  | 1 | 0 | 1 | 2  | 2  |
| Guadalupe        | 2   | 2  | 1 | 0 | 1 | 2  | 3  |

| Guayana Francesa | 2 - 1 | Martinica        |
| Guadalupe        | 1 - 0 | Guayana Francesa |
| Martinica        | 3 - 1 | Guadalupe        |

### Grupo 3
Cuba Clasifica por superioridad, aunque no hay registro de lo sucedido.

### Grupo 4
Jugado en San Cristóbal y Nieves
| Equipo                    | Pts | PJ | G | E | P | GF | GC |
| ------------------------- | --- | -- | - | - | - | -- | -- |
| Islas Caimán              | 3   | 2  | 1 | 1 | 0 | 3  | 2  |
| San Cristóbal y Nieves    | 2   | 2  | 0 | 2 | 0 | 1  | 1  |
| Islas Vírgenes Británicas | 1   | 2  | 0 | 1 | 1 | 1  | 2  |

| Islas Caimán              | 2 - 1 | Islas Vírgenes Británicas |
| San Cristóbal y Nieves    | 1 - 1 | Islas Caimán              |
| Islas Vírgenes Británicas | 0 - 0 | San Cristóbal y Nieves    |

### Group 5
Jugado en Georgetown, Guyana
| Equipo                | Pts | PJ | G | E | P | GF | GC |
| --------------------- | --- | -- | - | - | - | -- | -- |
| Guyana                | 3   | 2  | 1 | 1 | 0 | 5  | 1  |
| Surinam               | 3   | 2  | 1 | 1 | 0 | 2  | 1  |
| Antillas Neerlandesas | 0   | 2  | 0 | 0 | 2 | 0  | 5  |

| Surinam               | 1 - 0 | Antillas Neerlandesas |
| Antillas Neerlandesas | 0 - 4 | Guyana                |
| Guyana                | 1 - 1 | Surinam               |

### Group 6
Jugado en Castries, Santa Lucía
| Equipo      | Pts | PJ | G | E | P | GF | GC |
| ----------- | --- | -- | - | - | - | -- | -- |
| Santa Lucía | 4   | 2  | 2 | 0 | 0 | 9  | 0  |
| Montserrat  | 1   | 2  | 0 | 1 | 1 | 1  | 4  |
| Anguila     | 1   | 2  | 0 | 1 | 1 | 1  | 7  |

| Santa Lucía | 3 - 0 | Montserrat  |
| Montserrat  | 1 - 1 | Anguila     |
| Anguila     | 0 - 6 | Santa Lucía |

## Segunda Fase
Jugada en Kingston, Jamaica

### Grupo A
Cuba renuncia.
| Equipo       | Pts | PJ | G | E | P | GF | GC |
| ------------ | --- | -- | - | - | - | -- | -- |
| Jamaica      | 4   | 2  | 2 | 0 | 0 | 9  | 2  |
| Guyana       | 2   | 2  | 1 | 0 | 1 | 2  | 7  |
| Islas Caimán | 0   | 2  | 0 | 0 | 2 | 3  | 5  |

| 24 de mayo de 1991 | Jamaica                                                      | 6–0 | Guyana | The National Stadium, Kingston, Jamaica |  |
|                    | Palmer 4' · Davis 14' 48' · Reid 63' · Gaynor 74' · Boyd 86' |     |        |                                         |  |

| 26 de mayo de 1991 | Jamaica                 | 3–2 | Islas Caimán                | The National Stadium, Kingston, Jamaica |  |
|                    | Davis 2' 47' · Long 89' |     | Ramoon 38' · Parchement 80' |                                         |  |

| 28 de mayo de 1991 | Guyana          | 2–1 | Islas Caimán | The National Stadium, Kingston, Jamaica |  |
|                    | Massiah 29' 89' |     | Williams 30' |                                         |  |

### Grupo B
| Team                 | Pts | Pld | W | D | L | GF | GA |
| -------------------- | --- | --- | - | - | - | -- | -- |
| Trinidad y Tobago    | 4   | 3   | 2 | 0 | 1 | 9  | 2  |
| Santa Lucía          | 4   | 3   | 1 | 2 | 0 | 2  | 1  |
| Martinica            | 3   | 3   | 1 | 1 | 1 | 4  | 2  |
| República Dominicana | 1   | 3   | 0 | 1 | 2 | 1  | 11 |

| 23 de mayo de 1991 | Trinidad y Tobago                        | 7–0 | República Dominicana | The National Stadium, Kingston, Jamaica |  |
|                    | Latapy · Lewis · Skeene · Allen · Thomas |     |                      |                                         |  |

| 23 de mayo de 1991 | Santa Lucía | 0–0 | Martinica | The National Stadium, Kingston, Jamaica |  |
|                    | Jean 33'    |     |           |                                         |  |

| 25 de mayo de 1991 | Trinidad y Tobago | 1–0 | Martinica | The National Stadium, Kingston, Jamaica |  |
|                    | Latapy            |     |           |                                         |  |

| 25 de mayo de 1991 | Santa Lucía | 0–0 | República Dominicana     | The National Stadium, Kingston, Jamaica |  |
|                    |             |     | Caballero 36' · Ruiz 55' |                                         |  |

| 27 de mayo de 1991 | Trinidad y Tobago | 1–2 | Santa Lucía      | The National Stadium, Kingston, Jamaica |  |
|                    | Skeene            |     | Cadette · Edmund |                                         |  |

| 27 de mayo de 1991 | Martinica                                 | 4–1 | República Dominicana | The National Stadium, Kingston, Jamaica |  |
|                    | Sophie 20' · Gertrude 36' 49' · Cadal 69' |     | Cruz 50'             |                                         |  |

## Semifinales
| 30 de mayo de 1991 | Trinidad y Tobago        | 3–1 | Guyana | The National Stadium, Kingston, Jamaica |                                 |
|                    | Jones 2' · Latapy 4' 82' |     | Laing  | Asistencia: 10,000 espectadores         | Asistencia: 10,000 espectadores |

| 30 de mayo de 1991 | Jamaica              | 2–0 | Santa Lucía | The National Stadium, Kingston, Jamaica |  |
|                    | Davis 18' · Reid 88' |     |             |                                         |  |

## Partido por el 3.Puesto
| 2 de junio de 1991 | Santa Lucía                             | 4–1 | Guyana  | The National Stadium, Kingston, Jamaica |                                 |
|                    | Gilbert · Alexander · Weeks · Earl Jean |     | Stanton | Asistencia: 27,000 espectadores         | Asistencia: 27,000 espectadores |

## Final
| 2 de junio de 1991 | Trinidad y Tobago | 0–2 | Jamaica               | The National Stadium, Kingston, Jamaica |                                 |
|                    |                   |     | Davis 6' · Anglin 49' | Asistencia: 27,000 espectadores         | Asistencia: 27,000 espectadores |

| Bandera de Jamaica |
| Jamaica 1º título  |